# Coppa Bernocchi 1958
La Coppa Bernocchi 1958, quarantesima edizione della corsa, si svolse il 14 settembre 1958 su un percorso di 241 km. Era valida come evento del circuito UCI categoria CB1.1. La vittoria fu appannaggio del belga Rik Van Looy, che terminò la gara in 6h02'00", alla media di 39,945 km/h, precedendo il connazionale Frans Van Looveren e l'italiano Dullio Taddeucci. L'arrivo e la partenza della gara furono a Legnano.

## Ordine d'arrivo (Top 10)
| Pos. | Corridore          | Squadra        | Tempo    |
| ---- | ------------------ | -------------- | -------- |
| 1    | Rik Van Looy       | Faema          | 6h02'00" |
| 2    | Frans Van Looveren | Faema          | s.t.     |
| 3    | Dullio Taddeucci   | San Pellegrino | s.t.     |
| 4    | Idrio Bui          | Ghigi          | s.t.     |
| 5    | Giuseppe Dante     | Asborno        | a 1'15"  |
| 6    | Mario Tosato       | Torpado        | a 1'18"  |
| 7    | Giorgio Albani     | Legnano        | a 1'22"  |
| 8    | Armando Pellegrini | Faema          | a 1'22"  |
| 9    | Bruno Monti        | Mondia         | a 1'22"  |
| 10   | Cleto Maule        | Torpado        | a 1'22"  |